# Conopobathra carbunculata
Conopobathra carbunculata là một loài bướm đêm thuộc họ Gracillariidae. Nó được tìm thấy ở Nam Phi, Namibia và Zimbabwe.